# Siepe
La siepe è una struttura lineare, costituita prevalentemente da specie vegetali arboree ed arbustive.
Nonostante sia del tutto artificiale, e che per questo motivo richieda l'intervento umano per conservarsi, costituisce un ecosistema di grande valore, soprattutto quando inserita in contesti territoriali molto degradati dal punto di vista biologico (aree destinate all'agricoltura intensiva, zone industriali, ambiente urbano, margini di infrastrutture, margini di corsi d'acqua artificializzati). La sua architettura inoltre le consente un'altissima produttività biologica (alta efficienza nella trasformazione dell'energia in biomassa).

## La struttura della siepe

### Architettura della siepe

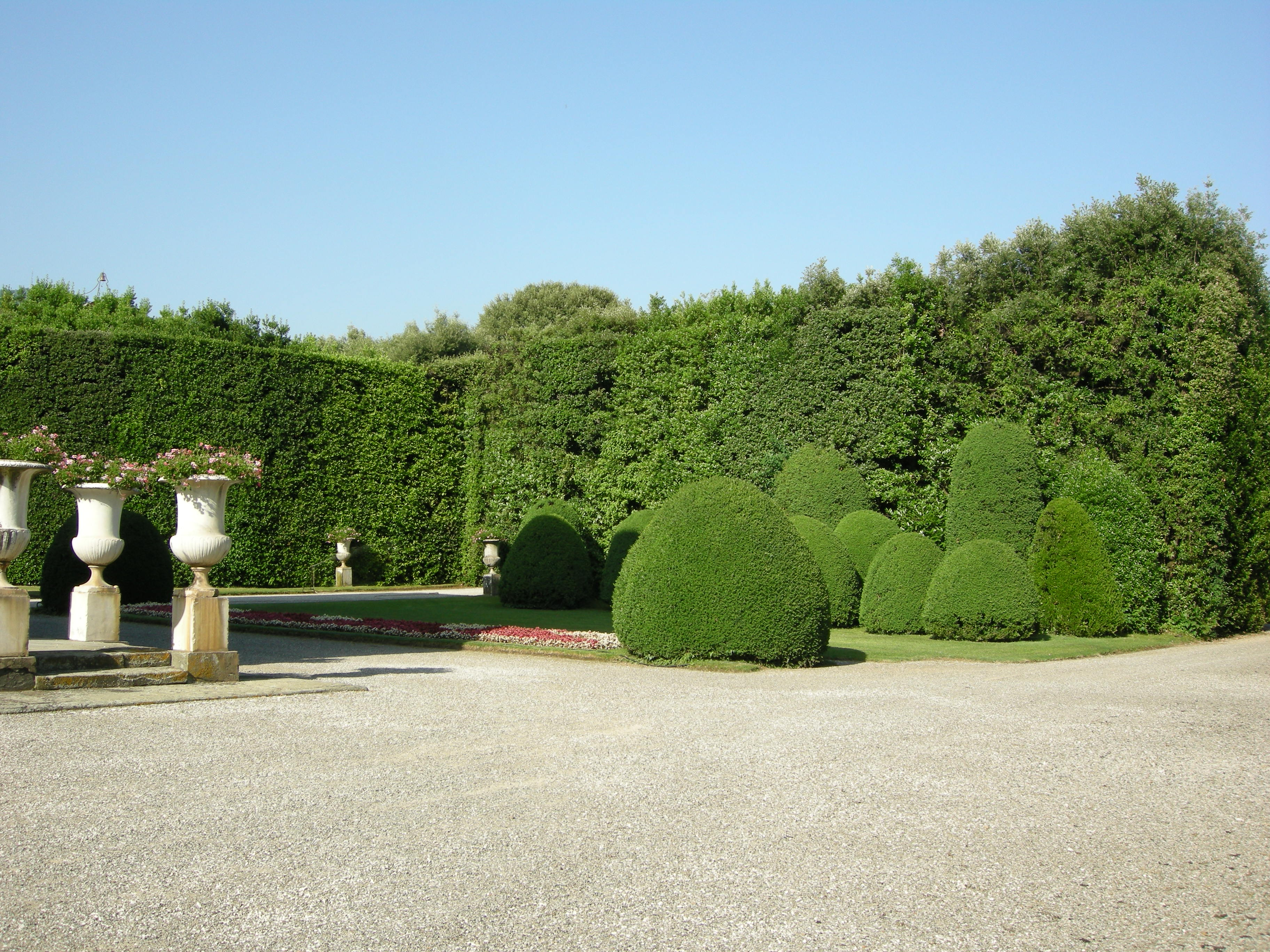
Siepi architettoniche alla Villa reale di Marlia

L'architettura della siepe ha la particolarità - grazie alla sua conformazione lineare - di ricevere la luce non solo dall'alto, ma anche dai lati, fino al livello del terreno. Sono dei "muri verdi", nei quali i germogli e le foglie si sviluppano sia verso l'alto, che lateralmente; possono pertanto convivere, nella siepe, sia le specie arboree (capaci di crescita verso l'alto) che tutte le specie arbustive (che sfruttano l'illuminazione laterale, che la siepe riceve fino a livello del suolo). Questa particolarità è la causa della elevata biodiversità potenziale della siepe e della alta produttività biologica.
Il vigore vegetativo delle siepi è tale che spesso la densità dei fusti e dei rami (specie se sono presenti specie spinose) la rende impenetrabile sia all'uomo, che a molti animali. Da qui, uno degli usi tradizionali delle siepi come confini delle proprietà e recinzioni viventi e produttive.

### Analoghi naturali o spontanei delle siepi
In natura, i popolamenti vegetali arboreo-arbustivi si organizzano in modo da coprire superfici di varia ampiezza, i boschi, e non tendono a disporsi in allineamenti. Il limite naturale del bosco è in genere graduale, e ne costituisce il mantello: una zona marginale in cui il bosco diventa progressivamente meno alto e meno fitto, con notevoli cambiamenti sia della sua struttura, che della sua composizione floristica. Tuttavia, in alcuni, il bosco trova un limite netto ed invalicabile al suo sviluppo, sia per ostacoli naturali (come uno specchio d'acqua, o un precipizio) che per effetto dell'azione dell'uomo (un'area coltivata, una strada). In questo caso, il margine del bosco è netto ed assume l'aspetto di un "muro verde" verticale. 
Se immaginiamo di restringere progressivamente il bosco, ad un certo punto questo si ridurrà ad una striscia sottile delimitata da due margini piuttosto vicini fra loro; questa struttura prende il nome di fascia boscata. Se lo stringiamo ancora, alla fine l'area boschiva centrale sparirà e i due margini opposti si toccheranno: abbiamo ottenuto una siepe. La siepe può essere quindi immaginata come un analogo di due margini naturali di un bosco fusi fra di loro; una struttura "limite" del bosco, quando la larghezza del bosco tende a zero.

## Valore ecologico della siepe
Gli ambienti di transizione, detti ecotono, sono generalmente caratterizzati da elevato grado di biodiversità, perché costituiscono l'habitat, sia specie specializzate per l'ambiente ecotonale, che specie normalmente ospitate da entrambi gli ambienti di cui l'ecotono costituisce il limite. In alcuni casi la presenza delle specie è accidentale; in altri, l'ambiente ecotonale è sede specifica di particolari fasi dello sviluppo degli individui. Ad esempio, l'ecotono costituito dalla costa marina (limite fra la terraferma e il mare) è habitat elettivo di specie quali i molluschi della fascia di marea, ma è anche frequentato da predatori terrestri e marini (come presenza occasionale) o da specie di alto mare nel momento della riproduzione (ad esempio, le testuggini marine).
La siepe, ecotono fra gli spazi aperti e il bosco, ha analoga produttività e valore ecologico. In parte, mantiene il suo valore ecologico intrinseco anche quando la sua composizione floristica è estremamente semplificata (siepi artificiali monospecifiche) o la sua architettura è fortemente innaturale (siepi potate geometricamente), come dimostra il fatto che comunque sono sede di frequente nidificazione di uccelli e riparo per altri piccoli animali. 

## Origine delle siepi

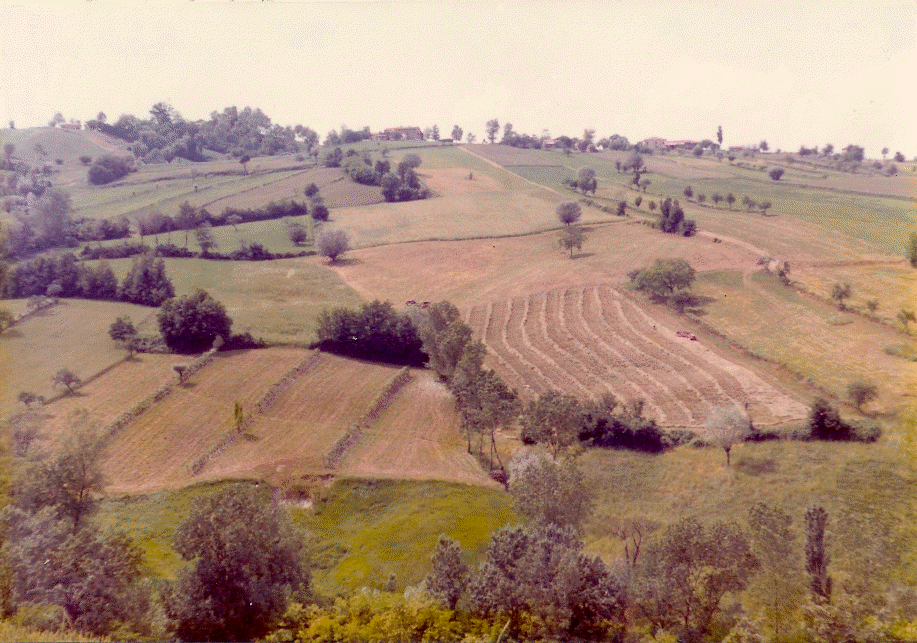
Paesaggio collinare con campi delimitati da siepi

Le siepi, in quanto struttura inesistente in natura, derivano da effetti (attivi o passivi) dell'attività umana.
Vi sono sostanzialmente tre modalità di formazione di una siepe:
1. disboscamento, con rilascio di una sottile striscia perimetrale di bosco. In questo caso, la composizione floristica è strettamente correlata a quella del bosco preesistente; fin dall'inizio, sono presenti numerose specie arboree, arbustive ed erbacee proprie del bosco e del suo mantello. È questa la probabile origine di molte siepi che delimitano i campi chiusi", ossia gli appezzamenti agricoli tradizionali, che caratterizzavano il paesaggio della pianura e della collina prima dell'avvento dell'agricoltura meccanizzata.
2. assenza prolungata di disturbo antropico (aratura/sarchiatura/sfalcio) lungo ostacoli lineari. È il caso degli spazi immediatamente adiacenti alle recinzioni, che ostacolano le normali attività di manutenzione, come quelle autostradali. In questo caso, la siepe origina da germinazione di semi trasportati da agenti atmosferici o, molto spesso, da uccelli, che usano la recinzione come posatoio. La composizione floristica ha relazioni con quella dell'ambiente circostante, ma spesso è particolarmente ricca di specie che formano bacche appetite dagli uccelli, fino ad essere composte da poche specie o da una sola. Particolarmente evidenti, e di facilissima osservazione, le siepi che si formano spontaneamente lungo le recinzioni autostradali.
3. impianto. In questo caso, la composizione floristica dipende esclusivamente dalla scelta delle specie da impiantare da parte dell'uomo. I criteri di scelta variano in base alla funzione della siepe (specie arbustive intricate e spinose per siepi difensive; specie sempreverdi, tolleranti la potatura per siepi con funzione ornamentale tradizionale, nel contesto del "giardino all'italiana" e suoi derivati; specie ornamentali di vario tipo, decidue o sempreverdi, fiorite o non fiorite, produttrici di bacche o meno, nelle siepi dei giardini moderni o informali).

## Evoluzione naturale delle siepi
Lasciate indisturbate, sospendendo cioè ogni intervento di manutenzione, le siepi tendono a trasformarsi in aree boscate con due meccanismi:
1. crescita tridimensionale delle chiome. Sia le specie arbustive, che quelle arboree, tendono a dilatare la propria chioma nelle tre direzioni, adombrando la base della siepe. La quantità di luce che raggiunge i rami più bassi si riduce, e la siepe perde la sua densità nella sua parte bassa.
2. accrescimento naturale. Al limite della siepe, si formano perifericamente nuove piante, sia per riproduzione agamica (produzione di polloni radicali, riproduzione per stoloni) che per germinazione di semi. La siepe si trasforma in fascia boscata e successivamente in bosco.

## Interventi di manutenzione delle siepi

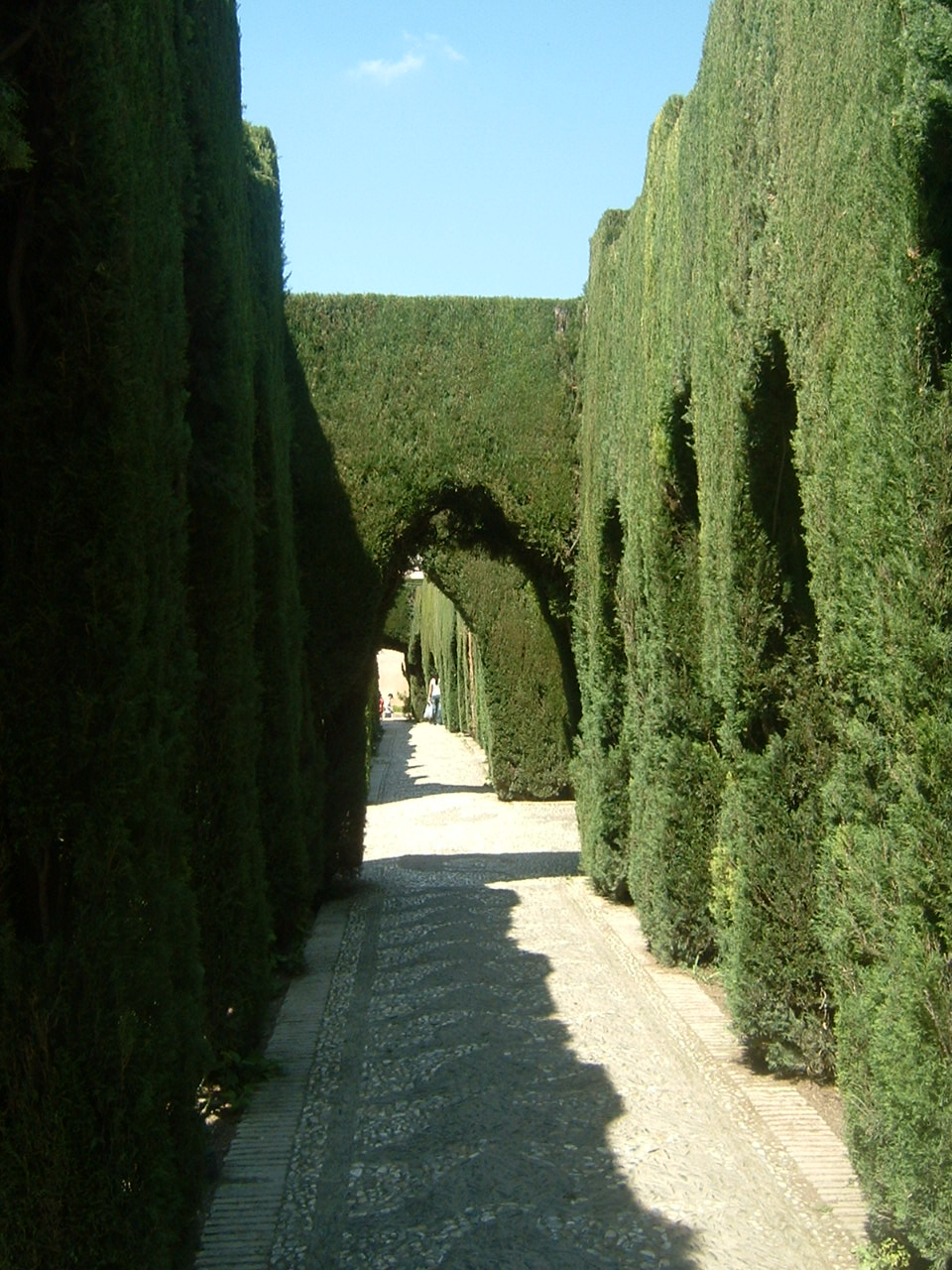
Siepi che richiedono cure particolari

La sopravvivenza della siepe come tale richiede un intervento umano adeguato a contrastarne l'evoluzione naturale. 
1. controllo della crescita tridimensionale delle chiome. Si attua mediante la potatura, ossia l'accorciamento dei rami. Questo impedisce che la base della siepe si sfoltisca.
2. controllo dell'accrescimento laterale. Si attua semplicemente persistendo nelle normali attività di gestione del suolo fino al margine della siepe (sfalcio, sarchiatura ecc), che distrugge le plantule poco dopo il loro insediamento.
3. ringiovanimento della siepe. Con il passare del tempo, gli individui arboreo-arbustivi che costituiscono la siepe maturano, e formano fusti di un certo diametro. Il vigore vegetativo (ossia, la capacità di emettere nuovi, vigorosi germogli) si riduce; le ripetute potature causano deformazioni antiestetiche dei rami ("teste di gelso"); la siepe tende a spogliarsi verso il basso. Per evitare questi fenomeni, a cadenza pluriennale si esegue la ceppatura, ossia il taglio di tutti i fusti a poca distanza dal suolo, lasciando sul posto i soli ceppi. I nuovi germogli assicurano un'ottima densità della vegetazione alla base della siepe, e sono più facili da potare adeguatamente. Naturalmente, l'intervento seleziona le specie arboree ed arbustive che sopportano tale forma di disturbo; nel caso delle siepi ottenute con il rilascio di una striscia di bosco, le specie non tolleranti la cippatura scompaiono rapidamente.
4. eliminazione selettiva di specie. Nel caso delle siepi ornamentali, in cui la composizione floristica non ha rapporto con la vegetazione potenziale locale, la siepe è rapidamente colonizzata da specie arboreo-arbustive selvatiche, tendendo alla naturalizzazione. Se la conservazione della composizione originale della siepe va ritenuta indispensabile, occorre procedere all'eliminazione regolare delle specie insediatesi spontaneamente.

## Le siepi nell'ambiente agricolo
La diffusione dell'agricoltura intensiva, basato sull'impiego di macchine sempre più potenti e veloci e su grandi quantità di sostanze chimiche, ha aumentato notevolmente la produttività delle campagne. Il paesaggio delle pianure è stato radicalmente modificato, nel senso di una drastica semplificazione. Le dimensioni degli appezzamenti sono enormemente aumentate, e ogni discontinuità è stata rimossa; perfino i fossi e i canali di irrigazione e di scolo sono stati sostituiti da canalizzazioni interrate. Con il passare del tempo, questo modello di agricoltura sta mostrando alcuni limiti: non si tratta, infatti, solo dell'impoverimento biologico della campagna, con riduzione o scomparsa di gran parte della biodiversità animale e vegetale, e del degrado del paesaggio, per quanto riguarda la sua godibilità dal punto di vista estetico; si tratta dell'emergere di seri problemi di ecologia funzionale, che si ripercuotono direttamente sulla salute delle popolazioni residenti e sulla stessa produttività agricola. Eccone un elenco parziale.
1. L'eliminazione delle barriere verticali, costituite dalle siepi e dalle fasce boscate, comporta un aumento della velocità del vento sulla superficie coltivata, accentuandone l'attività erosiva e la sua capacità di asportare l'umidità. Le coltivazioni risentono sia della perdita di particelle fini del suolo, sia della carenza idrica che richiede un maggiore ricorso all'irrigazione artificiale; in alcune zone, la disponibilità d'acqua è limitata.
2. La lavorazione profonda del suolo sta riducendo marcatamente la quantità di humus del terreno, con grave interferenza dei meccanismi che ne assicurano la struttura e la fertilità.
3. L'eliminazione dei corsi d'acqua superficiali (di ogni dimensione, comprese le canalette e i fossi) elimina la possibilità di autodepurazione che tali corsi d'acqua hanno naturalmente, soprattutto se vegetati sulle sponde. Una maggior quantità di agenti inquinanti (concimi e fitofarmaci) raggiunge le falde o i corsi d'acqua maggiori.
4. La riduzione della biodiversità comporta la scomparsa o il marcato diradamento dei predatori naturali di vari parassiti. La lotta ai parassiti richiede maggiori quantità di fitofarmaci, con conseguente maggiore spesa e maggiore inquinamento ambientale.
5. La riduzione della biodiversità riduce il numero e la varietà degli insetti impollinatori, diminuendo la produttività delle coltivazioni che richiedono la presenza e l'attività di questi insetti.

Nuove, moderne forme di agricoltura (agricoltura biologica; agricoltura biodinamica; lotta integrata) richiedono necessariamente che la biodiversità delle campagne sia conservata o ricostituita; le siepi e i corsi d'acqua naturali sono due elementi essenziali in questo contesto, e la loro ricostituzione è incentivata da direttive della Comunità Europea.
In alcuni paesi europei, sono già in atto da molti anni iniziative di riordino fondiario che, esattamente all'opposto di quello attuato usualmente in Italia, si propone l'obiettivo di ripristinare il paesaggio tradizionale, e di riattivarne i meccanismi ecologici naturali anche mediante la realizzazione di siepi.
In Italia, un progetto siepe per la ricostituzione delle siepi agresti è stato predisposto ed attuato dalla regione Veneto, per iniziativa della sua Azienda Foreste.